# Matrice de compétences et polyvalences
 (juin 2020).
- Si vous ne connaissez pas le sujet, laissez ce bandeau (vous pouvez alors contacter les auteurs).
- Si vous supprimez le contenu mis en cause (vous pouvez préalablement contacter les auteurs),

argumentez précisément cette suppression dans la page de discussion
(un manque de référence n'est pas un argument ; une recherche réelle de référence doit avoir été effectuée, être formellement documentée).
La matrice de compétences et de polyvalences ([également appelé grille de compétences]) est un outil d'analyse très répandu dans le monde industriel. Elle  permet de cartographier les compétences disponibles et celles souhaitées afin d'identifier les besoins en formation ainsi qu'en ressources d'une équipe. Elle se présente sous la forme d'un tableau (une grille) permettant de visualiser les aptitudes selon plusieurs niveaux (plus fort au plus faible) dans une équipe. Utilisée en stratégie d'entreprise, elle permet d'identifier l'adéquation entre les besoins et les ressources d'une entreprise qu'il s'agisse de ressources humaines, de machines ou de flux.
Cet outil est utilisé par extension en stratégie industrielle pour évaluer la robustesse d'une organisation en cas d'absence d'opérateur, de panne machine ou de rupture de flux , mais ce n'est pas sa fonction initiale. Cet outil peut aussi permettre de mettre en place une flexibilité industrielle  entre différentes ressources pour trouver des solutions (en anglais backup) en cas d'aléa.

## Construction
La matrice de compétences et polyvalences permet de positionner chacune des ressources (principalement hommes et machines) de d'une atelier selon deux axes :
- les ressources en hommes (ou femmes)  identifiées de façon unique par leur nom ou leur matricule, avec la possibilité de préciser si c'est un employé externe ou interne.
- les ressources en moyens de production (ou d'ingénierie)  identifiés de façon unique par leur nom de machine ou leur code, avec la possibilité de préciser si c'est un moyen interne MAKE ou externe BUY.

## Utilisation
La Matrice de compétences et polyvalences repose sur les conditions suivantes :
- Chaque niveau de compétences d'un employé a été évalué :
  - par un diplôme, une expérience ou autres.
  - ce niveau de compétences est caractérisé par différents seuils, commençant par le niveau le plus faible (non formé) au niveau le plus élevé (expert). Le plus souvent on parle de 4 niveaux : débutant, autonome, expert. Le niveau d'expert étant caractérisé par la capacité de la personne à en former d'autres.

- Les moyens de production ou d'ingénierie sont les moyens nécessaires à la réalisation d'activités clefs de l'atelier et de l'entreprise.
  - Les différents moyens peuvent être un poste de CAO, une machine d'usinage mais aussi une activité du type comptabilité ou marketing. La compétence peut se définir par le moyen ou par l'activité elle-même selon le besoin ou la problématique à identifier.

Le croisement des employés et des et des activités  débouche sur un tableau. Chaque intersection entre un employé et une activité est documentée par un niveau de compétence.
|           | activité N°1 | activité N°2 |
| Employé A | Niveau       | Niveau       |
| Employé B | Niveau       | Niveau       |

La Matrice de compétences et polyvalences permet ainsi de cartographier les compétences disponibles par rapport aux besoins. Cette cartographie révèle les insuffisances en termes de compétences vis-à-vis d'un besoin, d'une croissance ou d'un stratégie. La matrice est un outil qui aide à construire:
- Un plan de formation  : les insuffisances de compétences donnent lieu à des besoins de formation mais identifie aussi qui peut former les autres).
- Une vision de la polyvalence : la maîtrise de plusieurs compétences pour un même employé donne une vision de son degré de polyvalence.
- Une vision de la robustesse  : l'équilibre de la polyvalence entre plusieurs employés et les moyens de production disponibles permet à l'organisation de l'atelier ou de l'entreprise de fonctionner même si un employé, une machine ou une activité cesse à la suite d'une absence, d'une panne ou d'un aléa quelconque.

Cet outil permet ainsi d'avoir une vision d'ensemble des ressources selon la stratégie d'entreprise mais aussi d'identifier ses savoir-faire et sa valeur ajoutée.

## Limites importantes
La création de cette matrice avec de trop nombreuses informations peut la rendre devenir difficile à exploiter et il est préférable de se doter d'un tableur ou d'un logiciel d'expertise (par exemple Excel ou SCRIM ) afin d'en tirer les meilleurs conclusions .

## Les utilisations connexes

### Un outil utilisé  pour une certification qualité
La certification d'un système qualité (par exemple ISO 9001) peut être facilitée par ce type d'outil dont la réalisation reste simple à mettre en place. 

### Un outil d'analyse stratégique
La cartographie des activités et des savoir-faire par cet outil permet de donner une vision stratégique de la concentration de la valeur ajoutée et donc d'identifier la dispersion des ressources. 
Une entreprise qui concentrera trop ses compétences sur des activités secondaires et pas assez sur ses activités profitables risquera de diluer ses investissements en homme et machine.

### Un outil pour analyser sa Supply Chain
Enfin, cet outil peut intégrer les activités de sa Supply Chain avec les sous-traitances effectuées chez des fournisseurs ou des filiales. Cette intégration donne une vision de la robustesse globale et de l'équilibre entre activité interne et sous-traitée. En effet il peut être préférable de pouvoir sous-traiter une activité principale en cas d'aléa mais encore faut il s'assurer que le sous-traitant est également robuste en termes de compétences. 

## Conclusions: un outil sous-estimé
Au total, cet outil peut être poussé pour mener des analyses stratégiques qui deviennent indispensables pour faire face à des aléas majeurs comme les épidémies ou les crises économiques.

## Logiciels
| Application | Gratuit | Logiciel libre | Environnement                        | Commentaire                                                                           |
| ----------- | ------- | -------------- | ------------------------------------ | ------------------------------------------------------------------------------------- |
| SCRIM       | Oui     | Non            | Linux, Mac OS X et Microsoft Windows | Logiciel d'autodiagnostique pour aider les entreprises à développer leur flexibilité] |